# 鷹之巢站
鷹之巢站（日语：／ Takanosu eki */?）是一個位於日本秋田縣北秋田市松葉町，屬於東日本旅客鐵道（JR東日本）奧羽本線的鐵路車站。
本條目一併記載相鄰的秋田內陸縱貫鐵道秋田內陸線的鷹巢站。

## 概要
秋田內陸線是國鐵阿仁合線時代的鷹之巢站其中一站，在轉換至第三部門時秋田內陸縱貫鐵道的站舍在敷地內西側另外興建，稱為鷹巢站。JR與秋田內陸縱貫鐵道的閘口雖然分開，但月台相連，實質上是同一站。

## 車站構造
兩間公司車站站名不同，站舍亦各自設立，但構內共用，亦可在閘內轉乘。

### JR東日本
側式月台1面1線與島式月台1面2線，合計2面3線的地面車站。各月台以跨線橋聯絡。

#### 月台配置
| 月台 | 路線      | 方向 | 目的地         |
| ---- | --------- | ---- | -------------- |
| 1    | ■奧羽本線 | 上行 | 秋田方向       |
| 2、3 | ■奧羽本線 | 下行 | 大館、青森方向 |

（來源：JR東日本:車站構內圖（页面存档备份，存于））

### 秋田內陸縱貫鐵道
港灣式月台1面1線的地面車站。JR1號月台近秋田側。

## 使用情況
- JR東日本

2019年度（令和元年度)的1日平均上車人次為565人。
近年的推移如下表。
| 上車人次推移       | 上車人次推移     | 上車人次推移 |
| 年度               | 1日平均 上車人次 | 來源         |
| ------------------ | ---------------- | ------------ |
| 2000年（平成12年） | 893              | [ JR 1 ]     |
| 2001年（平成13年） | 852              | [ JR 2 ]     |
| 2002年（平成14年） | 787              | [ JR 3 ]     |
| 2003年（平成15年） | 749              | [ JR 4 ]     |
| 2004年（平成16年） | 726              | [ JR 5 ]     |
| 2005年（平成17年） | 694              | [ JR 6 ]     |
| 2006年（平成18年） | 673              | [ JR 7 ]     |
| 2007年（平成19年） | 671              | [ JR 8 ]     |
| 2008年（平成20年） | 674              | [ JR 9 ]     |
| 2009年（平成21年） | 663              | [ JR 10 ]    |
| 2010年（平成22年） | 624              | [ JR 11 ]    |
| 2011年（平成23年） | 646              | [ JR 12 ]    |
| 2012年（平成24年） | 629              | [ JR 13 ]    |
| 2013年（平成25年） | 678              | [ JR 14 ]    |
| 2014年（平成26年） | 638              | [ JR 15 ]    |
| 2015年（平成27年） | 648              | [ JR 16 ]    |
| 2016年（平成28年） | 584              | [ JR 17 ]    |
| 2017年（平成29年） | 578              | [ JR 18 ]    |
| 2018年（平成30年） | 581              | [ JR 19 ]    |
| 2019年 (令和元年)  | 565              | [ JR 20 ]    |

## 相鄰車站
東日本旅客鐵道（JR東日本）
■奧羽本線
- 特急「津輕」停靠站

□快速
二井－鷹之巢－早口
■普通
前山－鷹之巢－糠澤（※）－早口
（※）一部分列車不停靠糠澤站。
秋田內陸縱貫鐵道
■秋田內陸線
- 急行「森吉」到發站

□快速、■普通
鷹巢－西鷹巢

### 使用情況
1. ↑  . 東日本旅客鉄道.   [2019-02-20]. （原始内容存档于2019-03-27）.
2. ↑  . 東日本旅客鉄道.   [2019-02-20]. （原始内容存档于2019-03-27）.
3. ↑  . 東日本旅客鉄道.   [2019-02-20]. （原始内容存档于2019-04-02）.
4. ↑  . 東日本旅客鉄道.   [2019-02-20]. （原始内容存档于2019-03-27）.
5. ↑  . 東日本旅客鉄道.   [2019-02-20]. （原始内容存档于2019-02-23）.
6. ↑  . 東日本旅客鉄道.   [2019-02-20]. （原始内容存档于2019-04-02）.
7. ↑  . 東日本旅客鉄道.   [2019-02-20]. （原始内容存档于2019-04-02）.
8. ↑  . 東日本旅客鉄道.   [2019-02-20]. （原始内容存档于2019-04-02）.
9. ↑  . 東日本旅客鉄道.   [2019-02-20]. （原始内容存档于2019-02-22）.
10. ↑  . 東日本旅客鉄道.   [2019-02-20]. （原始内容存档于2019-04-02）.
11. ↑  . 東日本旅客鉄道.   [2019-02-20]. （原始内容存档于2019-04-02）.
12. ↑  . 東日本旅客鉄道.   [2019-02-20]. （原始内容存档于2019-03-27）.
13. ↑  . 東日本旅客鉄道.   [2019-02-20]. （原始内容存档于2019-04-02）.
14. ↑  . 東日本旅客鉄道.   [2019-02-20]. （原始内容存档于2017-02-08）.
15. ↑  . 東日本旅客鉄道.   [2019-02-20]. （原始内容存档于2019-03-27）.
16. ↑  . 東日本旅客鉄道.   [2019-02-20]. （原始内容存档于2019-03-23）.
17. ↑  . 東日本旅客鉄道.   [2019-02-20]. （原始内容存档于2019-03-27）.
18. ↑  . 東日本旅客鉄道.   [2019-07-08]. （原始内容存档于2019-03-25）.
19. ↑  . 東日本旅客鉄道.   [2019-07-08]. （原始内容存档于2019-07-05）.
20. ↑  . 東日本旅客鉄道.   [2021-06-12]. （原始内容存档于2021-06-12）.

## 外部連結
- 車站資訊（鷹之巢）：東日本旅客鐵道
- 鷹巢站（页面存档备份，存于）（各站情報） - 秋田內陸縱貫鐵道